# Linognathus oviformis
Linognathus oviformis – gatunek wszy należący do rodziny Linognathidae, powoduje chorobę wszawicę. 
Status tego gatunku jest wątpliwy. Opisany jeden jedyny raz przez Rudowa jako pozyskany z Hircus manifricius. 